# Scaphiopus hurterii
Scaphiopus hurteri es una especie de anfibio anuro que habita en Estados Unidos (Texas, Luisiana, Arkansas, Oklahoma) y México. En un principio se pensó que era una subespecie de Scaphiopus holbrookii, pero ahora se sabe que es una especie diferente. Su nombre es un homenaje al naturalista Julius Hurter.